# Yoly Saa
Yolanda Saa Filgueira (Pontevedra, 4 de octubre de 1992) es una cantautora, compositora y letrista española.

## Biografía
Comenzó a cantar desde muy pequeña gracias de su padre, quien le inculcó la pasión por boleros como Contigo aprendí o Sabor a mí. A los 13 años le regalaron su primera guitarra por Navidad y empezó a tocar de manera autodidacta, pero no fue hasta tiempo después que se atrevió a cantar delante de un público. Cuando tenía 18 años, influenciada por la irrupción del también cantautor gallego Andrés Suárez, se lanzó a componer sus propias canciones, pero sus conciertos se componían esencialmente de versiones. En 2013, un amigo le convenció para hacer una versión de «Lucha de gigantes» de Antonio Vega y publicarla en su canal de YouTube. El vídeo tuvo un gran éxito y le dio reconocimiento en el panorama musical de Galicia.
En 2018 después de ver en la televisión un concierto de Coldplay en Río de Janeiro, Yoly decidió irse a Madrid apostando por su carrera musical. El duro ritmo de la ciudad le hizo querer volverse, pero su familia le instó a continuar. Yoly empezó a tocar en el Metro de Madrid para ganar soltura exponiéndose ante un público grande, pero que no le prestaba demasiada atención. Después saltó a los bares de música en vivo de la capital como Libertad 8 o El Búho Real.
Por recomendación de una amiga, Yoly Saa se presentó al concurso Abriendo Ventanas que lanzó Andrés Suárez en 2018 y que terminó ganando. La iniciativa del gallego se centraba en encontrar jóvenes artistas emergentes que le acompañaran como teloneros en sus conciertos, algo que le dio tablas y le enseñó a enfrentarse a un público mayor. También le abrió nuevas puertas en el panorama musical, tanto que en 2020 firmó un contrato con la discográfica Warner Music Spain, algo que sucedió en plena pandemia y de lo que tardó en ser consciente.
Durante ese mismo año, la cantante publicó su primer EP, Magma y participó en diferentes iniciativas musicales de "Yo me quedo en casa" promovidas durante el confinamiento, lo que le dio visibilidad y le granjeó el apoyo de distintos artistas como Marta Soto o Dani Fernández. De seis a seis fue el primer sencillo que vio la luz y también el primer videoclip de la artista que contó con la colaboración de la bailarina Marcela León, pero fue en 2021 con el lanzamiento de Todo contigo cuando la artista se hizo con el foco del panorama musical, alcanzando el millón de reproducciones en poco tiempo y colándose en las radios del país. Algunos medios incluso la llegaron a denominar como la promesa del pop nacional.
El 22 de abril de 2022 Yoly Saa publicó A golpes de fe, su primer álbum de 11 canciones, y en octubre del mismo año comenzó su participación en el concurso de RTVE, Dúos increíbles, formando pareja con la artista veterana Sole Giménez y llegando a la final.
El 11 de noviembre de 2023 fue anunciada como una de los 16 concursantes del Benidorm Fest 2024.

## Otras facetas musicales
Tras el éxito de sus primeros pasos profesionales en la música, Yoly comenzó a trabajar como compositora y letrista para diferentes artistas reconocidos como Luz Casal, algo en lo que sigue trabajando a día de hoy. Ha participado en el álbum Mil Batallas de Malú componiendo la canción Deshielo.
Yoly Saa también ha tenido aparición en la adaptación de Netflix del libro Fuimos canciones de Elísabet Benavent, interpretándose a sí misma.

## Además de la música
Con la música como hobby en un principio, Yoly continuó sus estudios universitarios y es graduada en Educación infantil, algo que compaginó con el fútbol sala, deporte en el que llegó a jugar en la Primera División femenina con el equipo Poio Pescamar en la posición de ala izquierda.

## Discografía
- 2020 - Magma - EP
- 2022 - A golpes de fe
- 2025 - Mar de Ardora